# Lieke Klaver
Lieke Klaver (Velsen-Zuid, 20 de agosto de 1998) es una deportista neerlandesa que compite en atletismo, especialista en carrera de velocidad. Se especializa en los 200 metros y los 400 metros. En el relevo 4 × 400 metros, es campeona del mundo en 2023 y del mundo en pista cubierta en 2024 con la selección femenina neerlandesa, así como campeona olímpica de 2024 con la selección mixta neerlandesa.
Klaver representó a los Países Bajos en los Juegos Olímpicos de Tokio 2020. Ganó medallas de plata en los 400 metros en pista corta en el Campeonato Mundial de Atletismo en Pista Cubierta de 2024 y en el Campeonato Europeo de Atletismo en Pista Cubierta de 2023, y una medalla de bronce en los 400 metros en el Campeonato Europeo de Atletismo de 2024. También obtuvo cuatro títulos nacionales (al aire libre y en pista cubierta).
Ha ganado once medallas importantes como parte de los equipos neerlandeses de relevos de 4 × 400 m, ya sean femeninos o mixtos, incluida la plata para los relevos mixtos en el Campeonato Mundial de Atletismo de 2022 y los Relevos Mundiales 2024 y el oro para los relevos femeninos en el Campeonato Mundial de Atletismo de 2023 y el Campeonato Mundial de Atletismo en Pista Cubierta de 2024.

## Primeros años de vida
Lieke Klaver nació el 20 de agosto de 1998 en Velsen-Zuid, Países Bajos. Tiene un hermano mayor.
A los 8 años se afilió al club de atletismo Streker Atletiek Vereniging en Grootebroek.

## Trayectoria

### Trayectoria juvenil
Klaver obtuvo su primera experiencia internacional a los 15 años en el Campeonato Mundial Sub-20 de 2014 celebrado en Eugene (Oregón), EE. UU., donde compitió en el relevo 4 × 100 metros.
Un año después, llegó a la final de los 200 metros en el Campeonato Europeo Sub-20 de Atletismo 2015 en Eskilstuna, Suecia. El equipo neerlandés de relevos de 4 × 100 m fue descalificado en la final, pero su tiempo en las eliminatorias les habría dado el segundo lugar en la final.
Todavía era júnior cuando consiguió su primer título nacional neerlandés sénior, al ganar los 200 metros en el Campeonato Neerlandés de Atletismo en Pista Cubierta de 2017 en Apeldoorn.

### Trayectoria sénior

#### 2018-2022

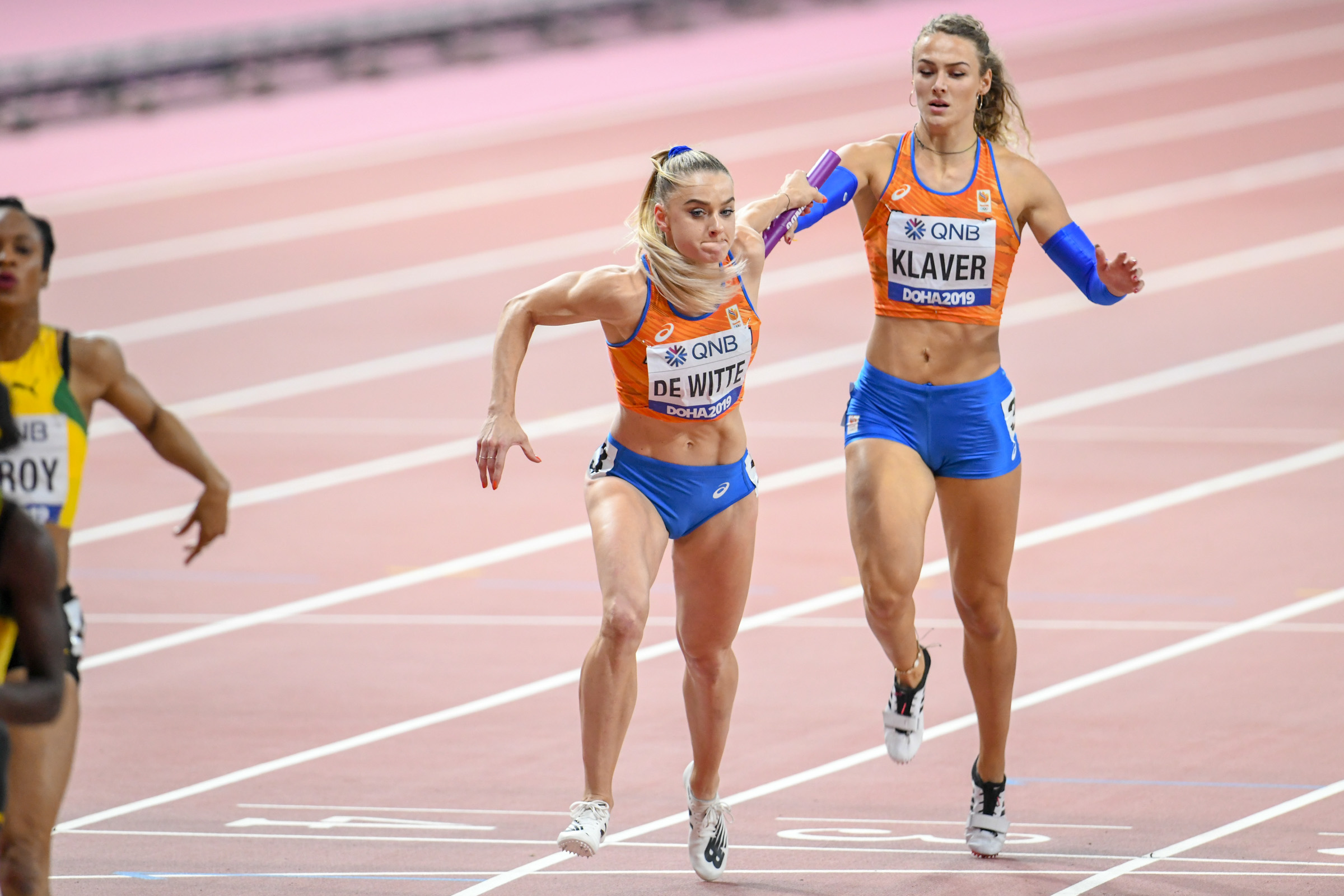
Klaver (derecha) pasa el testigo a Lisanne de Witte en la final de relevo 4 × 400 metros en el Campeonato Mundial de Atletismo de 2019 en Doha, donde el equipo terminó en sexto lugar.

Desde 2018, Klaver también compite en los 400 metros, cambiando gradualmente su enfoque hacia esa distancia, pero sin perder de vista el evento más corto. En 2019, ganó dos medallas en los 400 metros en los Campeonatos Neerlandeses (en pista cubierta y al aire libre). Esto le valió un lugar en el equipo nacional de relevo 4 × 400 metros, que terminó séptimo en el Campeonato Mundial de Atletismo de 2019 en Doha, Catar ese año.
En 2020, consiguió su primer título neerlandés en 400 metros (en pista cubierta), manteniéndose por delante de su compañera de entrenamiento y rival Femke Bol. Durante esta temporada de pandemia, Klaver también ganó su primera carrera de la Liga de Diamante, una victoria en los 400 metros en la Gala Dorada en Roma, Italia con un tiempo de 50.98 s, convirtiéndose en la segunda mujer neerlandesa en romper la barrera de los 51 segundos.
Klaver representó a los Países Bajos en los Juegos Olímpicos de Tokio 2020, compitiendo en los 400 metros femeninos y en los relevos 4 × 400 metros tanto femeninos como mixtos. En la prueba mixta de relevos 4 × 400 metros, compitió tanto en las eliminatorias como en la final, donde el equipo neerlandés quedó en cuarto lugar. En los 400 metros femeninos, fue eliminada en semifinales. En los relevos 4 × 400 metros femeninos, compitió en las eliminatorias y la final, ayudando al equipo neerlandés a terminar en sexto lugar.

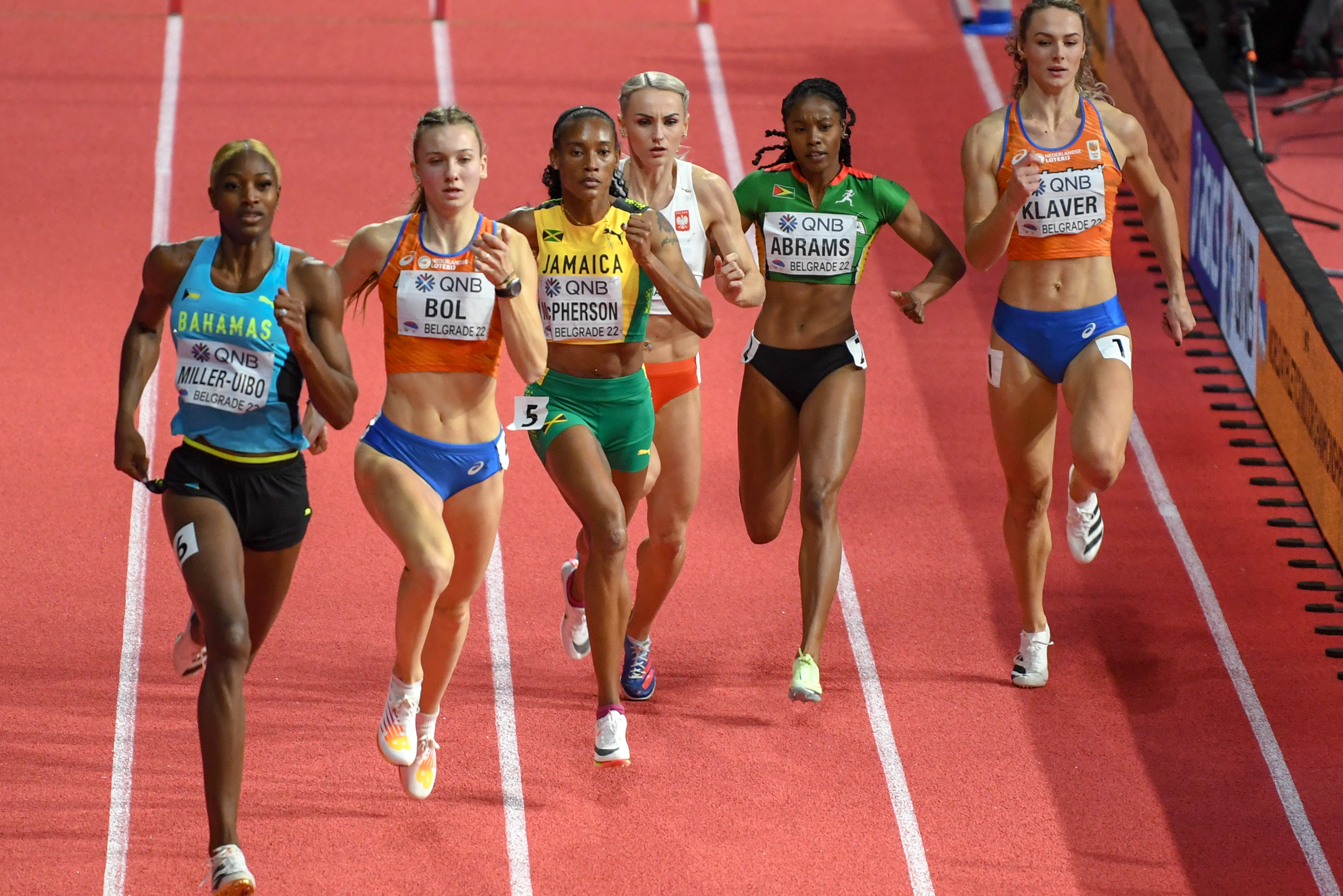
Klaver (derecha) en la final de los 400 metros en el Campeonato Mundial de Atletismo en Pista Cubierta de 2022 en Belgrado, donde terminó en sexto lugar.

En febrero de 2022, en el Campeonato Neerlandés de Atletismo en pista cubierta, estableció una nueva mejor marca personal en los 400 metros en pista cubierta con un tiempo de 51,20 s. El mes siguiente, en el Campeonato Mundial de Atletismo en Pista Cubierta, terminó sexta en los 400 metros femeninos.En los relevos 4 × 400 metros femeninos, corrió la primera etapa de las eliminatorias y la final, ayudando a Países Bajos a ganar la medalla de plata. Durante la temporada de verano, Klaver bajó considerablemente su mejor marca al aire libre previa a 2022 (50.98 s) hasta 50,18 segundos en las semifinales del Campeonato Mundial en Eugene (Oregón), donde terminó cuarta en la final. También compitió en los relevos 4 × 400 metros mixtos y femeninos. En el relevo mixto, corrió la segunda etapa de las eliminatorias y la final, ayudando a Países Bajos a ganar la medalla de plata. En el relevo femenino, su equipo fue descalificado en las eliminatorias.

#### 2023

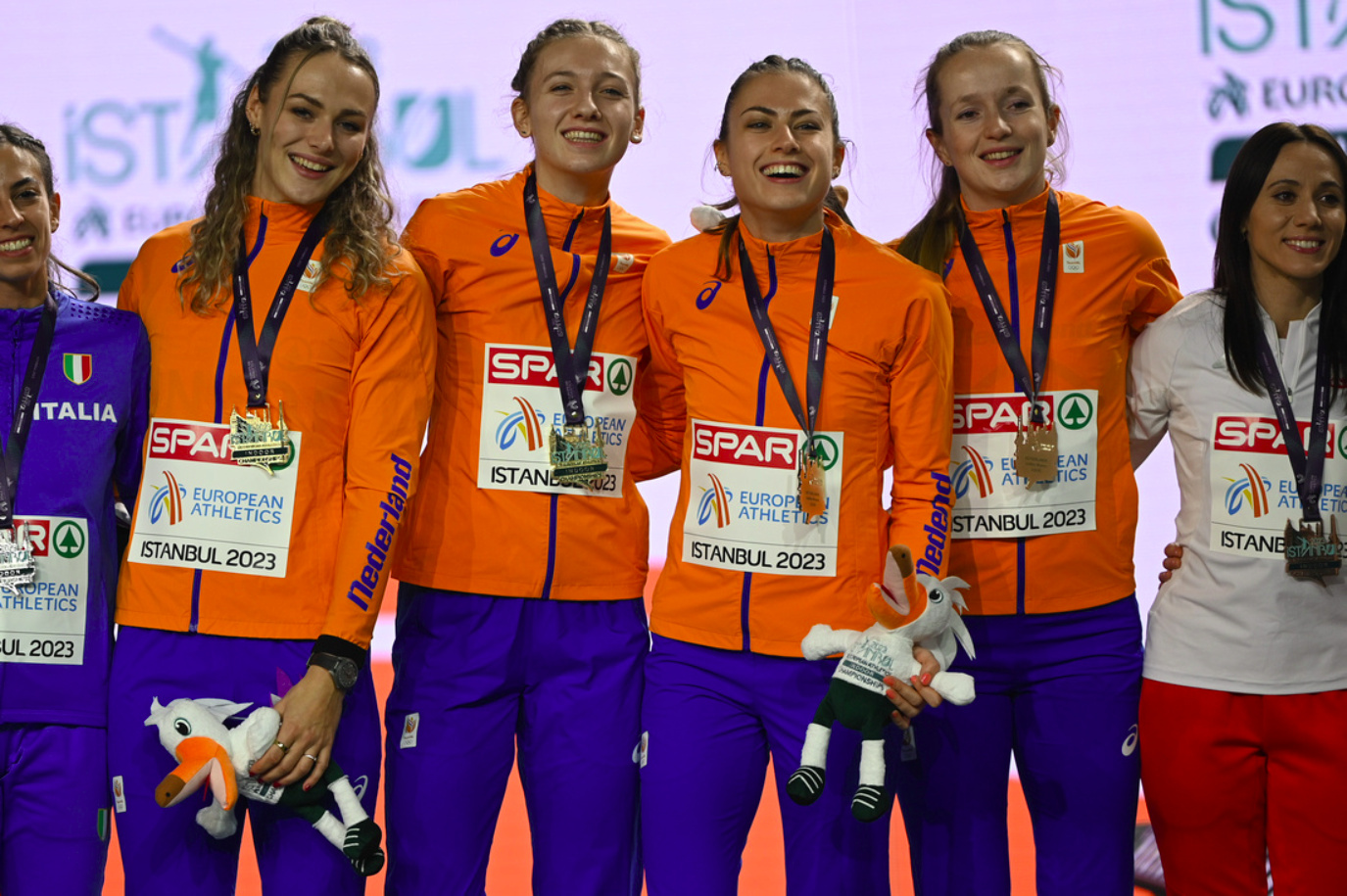
El equipo femenino neerlandés con Klaver (izquierda), Femke Bol, Eveline Saalberg y Cathelijn Peeters ganó una medalla de oro en los relevos 4 × 400 metros en el Campeonato Europeo de Atletismo en Pista Cubierta de 2023 en Estambul.

En febrero de 2023, en la carrera de 400 metros en el Dutch Indoors en la que Femke Bol estableció un récord mundial de 49.26 s, Klaver redujo drásticamente su mejor marca personal en pista cubierta en casi 0,7 s, bajando a 50,34 s, lo que la coloca en el puesto 13 en la lista mundial de todos los tiempos. Solo la bicampeona olímpica, Shaunae Miller-Uibo de las Bahamas, y Bol habían corrido más rápido en pista cubierta desde 2007. Al mes siguiente, Klaver ganó su primera medalla importante individual, una plata en los 400 metros en el Campeonato Europeo de Atletismo en Pista Cubierta de 2023 celebrado en Estambul.
El éxito de Klaver se prolongó durante la temporada al aire libre. A lo largo de la temporada, redujo sus marcas personales por encima de los 100 metros, 200 metros, y 400 metros. Su mayor actuación del año llegó el 16 de julio en la Liga Diamante de Silesia, donde bajó mejor marca personal en 400 metros a 49.81 s, rompiendo la barrera de los 50 segundos por primera vez en su carrera.
Más tarde ese año, Klaver tuvo una agenda apretada en el Campeonato Mundial de Budapest. Además de correr los 400 metros individuales, también formó parte de los equipos de relevos holandeses en los 4 × 400 metros mixtos, 4 × 400 metros femeninos y 4 × 100 metros femeninos. El 19 de agosto, durante la final de relevos mixtos de 4 × 400 metros, su compañera de equipo, Femke Bol, cayó a pocos metros de la meta mientras competía por el primer puesto con la estadounidense Alexis Holmes. Al caer de cara, Bol perdió el testigo en la línea de meta, lo que impidió que el equipo neerlandés terminara la carrera legítimamente y resultó en un abandono.

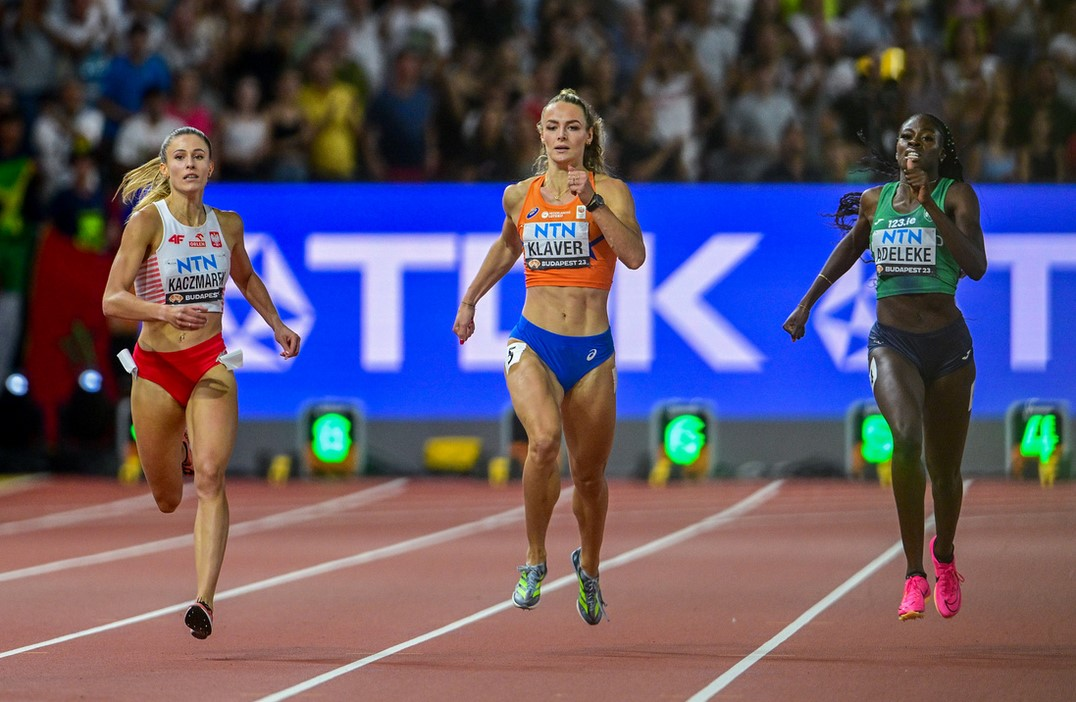
Klaver (centro) con Natalia Kaczmarek y Rhasidat Adeleke en la final de 400 m en el Campeonato Mundial de Atletismo de 2023 en Budapest, donde terminó en sexto lugar.

Tras la decepción, Klaver continuó con su campeonato en los 400 metros individuales. Tras ganar su semifinal con un tiempo de 49.87 s, parecía una potencial candidata a la medalla. Sin embargo, en la final, cambió su plan de carrera y comenzó mucho más rápido de lo habitual en los primeros 200 metros. En los últimos 100 metros, recayó en la mitad de la tabla, terminando en sexto lugar.
Más tarde esa semana, Klaver participó en la final femenina de 4 × 100 metros. El equipo neerlandés perdió el testigo en la última entrega, lo que resultó en otro abandono.
Klaver finalizó su campeonato en la final femenina de 4 × 400 metros. En su segunda etapa, remontó al equipo neerlandés desde la mitad del pelotón hasta los tres primeros puestos, junto con Gran Bretaña y Jamaica. En la cuarta etapa, su compañera de equipo, Bol, consolidó al equipo neerlandés hacia el título mundial, superando a las británicas y jamaicanas en los últimos metros. Individualmente, Klaver registró un tiempo parcial de 48,78 segundos, el segundo más rápido de la carrera, después de los 48,75 segundos de Bol.
El 17 de septiembre, Klaver quedó tercera en la final de la Liga Diamante 2023 de los 400 metros con un tiempo de 50,47 segundos, detrás de la campeona Marileidy Paulino y Natalia Kaczmarek.

#### 2024

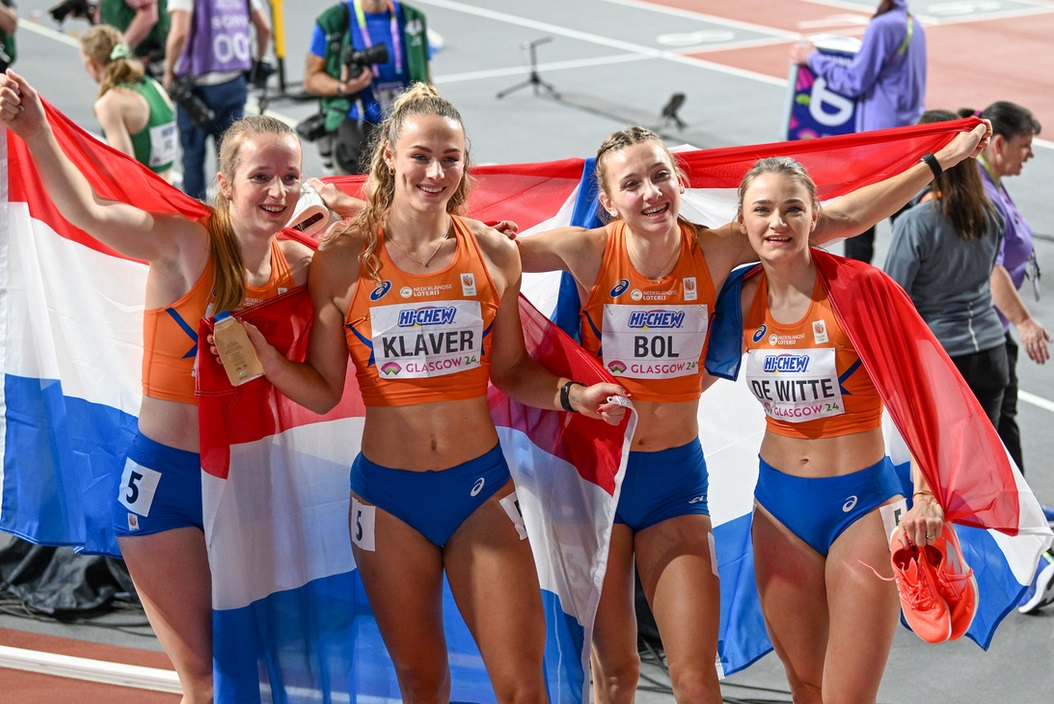
El equipo de relevos femenino neerlandés con Cathelijn Peeters, Klaver, Femke Bol y Lisanne de Witte tras ganar la final de relevos 4 × 400 m en el Campeonato Mundial de Atletismo en Pista Cubierta de 2024 en Glasgow.

Klaver ganó las carreras de pista corta de 400 m en la Gala en Pista Cubierta Checa 2024 en Ostrava, República Checa, en 50.54 s y en la Copa Copérnico 2024 en Torún, Polonia, en 50.57 s, y terminó segunda en la Reunión Hauts-de-France Pas-de-Calais 2024 en Liévin, Francia en 50.50 s. Esto la convirtió en la ganadora general de los 400 metros del Tour Mundial de Atletismo en Pista Cubierta 2024.
Klaver ganó una medalla de plata en el Campeonato Neerlandés de Atletismo en Pista Cubierta de 2024 en 50.10 s, donde Femke Bol ganó el oro.
Klaver ganó una medalla de plata en los 400 metros en pista corta en el Campeonato Mundial de Atletismo en Pista Cubierta de 2024 en Glasgow, terminando en 50,16 s casi un segundo después de Femke Bol. Ella continuó ganando una medalla de oro en el relevo 4 × 400 metros en pista corta con el equipo femenino neerlandés con un nuevo récord holandés de 3:25.07 min.
En los Juegos Olímpicos de París 2024, ganó una medalla de oro en el relevo mixto de 4 × 400 m y una medalla de plata en el relevo femenino de 4 × 400 m.

#### 2025
En la Gala en Pista Cubierta Checa en Ostrava, Klaver ganó los 400 metros pista corta en 50,92 s. En marzo, Klaver ganó su primera medalla de oro individual importante, en los 400 metros en el Campeonato Europeo de Pista Cubierta celebrado en Apeldoorn.

## Palmarés internacional
| Juegos Olímpicos                     | Juegos Olímpicos         | Juegos Olímpicos  | Juegos Olímpicos |
| Año                                  | Lugar                    | Medalla           | Prueba           |
| ------------------------------------ | ------------------------ | ----------------- | ---------------- |
| 2024                                 | París (Francia)          | Medalla de oro    | 4 × 400 m mixto  |
| 2024                                 | París (Francia)          | Medalla de plata  | 4 × 400 m        |
| Campeonato Mundial                   |                          |                   |                  |
| Año                                  | Lugar                    | Medalla           | Prueba           |
| 2022                                 | Eugene (Estados Unidos)  | Medalla de plata  | 4 × 400 m mixto  |
| 2023                                 | Budapest (Hungría)       | Medalla de oro    | 4 × 400 m        |
| Campeonato Mundial en Pista Cubierta |                          |                   |                  |
| Año                                  | Lugar                    | Medalla           | Prueba           |
| 2022                                 | Belgrado (Serbia)        | Medalla de plata  | 4 × 400 m        |
| 2024                                 | Glasgow (Reino Unido)    | Medalla de oro    | 4 × 400 m        |
| 2024                                 | Glasgow (Reino Unido)    | Medalla de plata  | 400 m            |
| Relevos Mundiales                    |                          |                   |                  |
| Año                                  | Lugar                    | Medalla           | Prueba           |
| 2024                                 | Nasáu (Bahamas)          | Medalla de plata  | 4 × 400 m mixto  |
| Juegos Europeos                      |                          |                   |                  |
| Año                                  | Lugar                    | Medalla           | Prueba           |
| 2023                                 | Chorzów (Polonia)        | Medalla de oro    | 200 m            |
| 2023                                 | Chorzów (Polonia)        | Medalla de oro    | 4 × 100 m        |
| Campeonato Europeo                   |                          |                   |                  |
| Año                                  | Lugar                    | Medalla           | Prueba           |
| 2022                                 | Múnich (Alemania)        | Medalla de oro    | 4 × 400 m        |
| 2024                                 | Roma (Italia)            | Medalla de oro    | 4 × 400 m        |
| 2024                                 | Roma (Italia)            | Medalla de bronce | 400 m            |
| 2024                                 | Roma (Italia)            | Medalla de bronce | 4 × 400 m mixto  |
| Campeonato Europeo en Pista Cubierta |                          |                   |                  |
| Año                                  | Lugar                    | Medalla           | Prueba           |
| 2021                                 | Toruń (Polonia)          | Medalla de oro    | 4 × 400 m        |
| 2023                                 | Estambul (Turquía)       | Medalla de oro    | 4 × 400 m        |
| 2023                                 | Estambul (Turquía)       | Medalla de plata  | 400 m            |
| 2025                                 | Apeldoorn (Países Bajos) | Medalla de oro    | 400 m            |
| 2025                                 | Apeldoorn (Países Bajos) | Medalla de oro    | 4 × 400 m        |